# Tetragnatha angulata
Tetragnatha angulata là một loài nhện trong họ Tetragnathidae.
Loài này thuộc chi Tetragnatha. Tetragnatha angulata được miêu tả năm 1914 bởi Hogg.